# 苏艳霞
苏艳霞（1970年—），黑龙江肇东人，汉族，中华人民共和国政治人物、第十二届全国人民代表大会黑龙江地区代表。
毕业于吉林农业大学农学专业，現任黑龍江省蘇萌綠色開發有限公司總經理。加入中国民主同盟。2008年起担任全国人大代表。2013年，被选为全国人大代表。